# Чынарджык

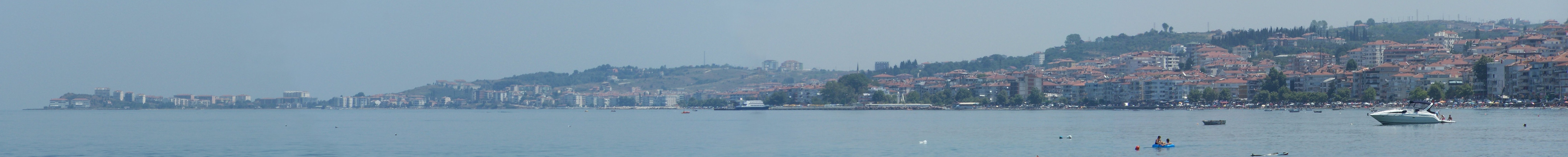
Чынарджык

Чынарджык (тур. Çınarcık) — город и район в провинции Ялова (Турция).

## История
Люди жили в этих местах ещё в IV—III тысячелетиях до нашей эры. Эти земли входили в состав различных античных государств, и в конце-концов оказались под власть римлян, войдя впоследствии в состав Византийской империи.
В 1307 году эти земли были завоёваны Османом I и, таким образом, вошли в состав Османской империи.
Во время войны за независимость Турции эти земли несколько раз переходили из рук в руки, и 19 июля 1921 года были окончательно освобождены от греческой оккупации, войдя в состав Турецкой республики

## География
На севере Чинарджык омываться мраморном море, на юге находится горы. Через район проходит шосседорога Ялова - Армутлу.